# Dal punto di vista di un portiere notturno
Dal punto di vista di un portiere notturno (Z punktu widzenia nocnego portiera) è un cortometraggio documentario del 1977 diretto da Krzysztof Kieślowski.

## Trama
Il portiere notturno di una fabbrica è un fanatico sostenitore della disciplina e della repressione, sia sul lavoro che sulla vita privata, e nel tempo libero fa il guardiapesca.